# Герб Цумані
Герб Цумані затверджений рішенням сесії селищної ради.

## Опис герба
У зеленому щиті з лазуровою шиповидною базою йде золотий олень з поверненою прямо головою, між рогами срібний розширений хрест. В базі пливуть три золоті риби, дві і одна. Щит вписаний в золотий картуш, прикрашений зеленими дубовим листям з жолудями.